# Auranticordis quadriverberis
Auranticordis quadriverberis ist ein heterotropher Flagellat aus der Gruppe der Cercozoa. Er ist die einzige Art der Gattung Auranticordis und wird in unsicherer Position dem Stamm Cercozoa zugeordnet. Sie unterscheidet sich von den anderen Cercozoen durch ihre orange Färbung und die wahrscheinliche primäre Endosymbiose mit einer Blaualge.

## Merkmale

### Aussehen und Bewegung
Die Zellen können ihre Form leicht verändern und sind gelappt, herzförmig oder eiförmig. Die Zellgröße reicht von 35 bis 75 Mikrometer. Das Vorderende ist schmäler, das breitere Hinterende besteht aus vier größeren Lappen. Dabei ist ein Lappen kleiner als die anderen drei, an seiner rechten Seite, bauchseitig, befindet sich eine Depression, und links von ihm eine Grube, in der sich die Geißeln befindet. Auranticordis verfügt anstatt der bei Cercozoa üblichen zwei über vier Geißeln, die in der erwähnten Grube nach hinten reichen. Die Geißeln entspringen einer apikal gelegenen Tasche. Sie laufen der Grube entlang nach hinten und sind lichtmikroskopisch daher fast nicht zu erkennen. Sie sind in zwei Paaren angeordnet und sind mit Geißelhaaren oder Mastigonemen bedeckt. Alle Geißeln sind annähernd gleich lang und dabei etwas länger als die Zelle. Sie schlagen gleichartig und sorgen für eine gleitende Bewegung der Zellen über das Substrat. Pseudopodien sind nicht bekannt.

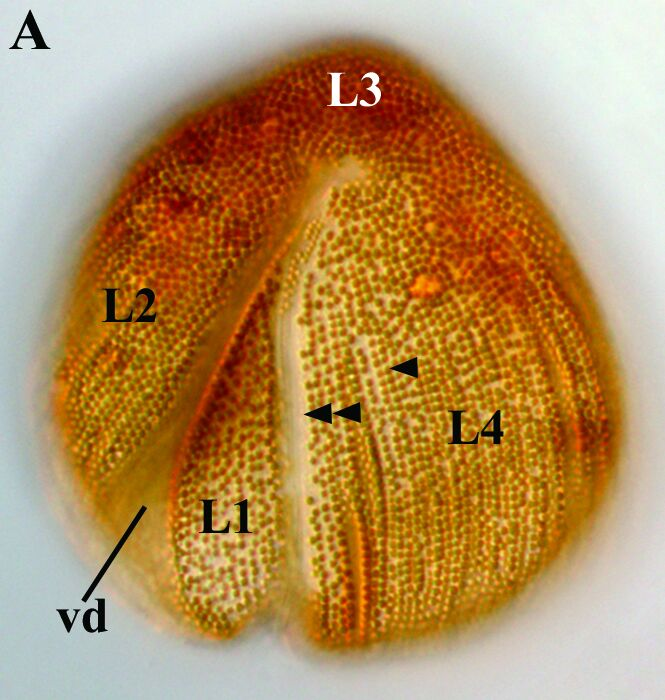
Lichtmikroskopisches Bild der Zelle: orange Schleimkörper (Pfeile); Lappen (L1-L4), bauchseitige Grube (vd).

Die Zellen sind orange gefärbt. Dies beruht auf dem Vorhandensein von linear angeordneten orangefarbenen, schleimführenden Körperchen, die über die gesamte Zelloberfläche verteilt sind. Es sind dies kleine Kompartimente von rund 780 Nanometer Durchmesser, die sich direkt unter der Zellmembran befinden. Andere Extrusomen kommen bei Auranticordis nicht vor.
Die Oberfläche der Zellen ist gerippt und besteht aus rund 80 Längsrippen. In den Furchen dazwischen münden die Öffnungen der Schleimkörper ein. Unter jeder Rippe befindet sich eine einzelne Reihe von Mikrotubuli, die wahrscheinlich für die Formänderungen der Zelle verantwortlich sind. An der Zellaußenseite befindet sich keine Zellwand oder Schale.
Die Art der Nahrungsaufnahme ist nicht bekannt. Im Zellinneren wurden aufgenommene Bakterien beobachtet.

### Zellinneres
Auranticordis quadriverberis besitzt einen großen Zellkern von 15 bis 20 Mikrometer Durchmesser, der sich im vorderen Bereich der Zelle befindet. In ihm befinden sich mehrere auffällige Nukleoli. Kondensierte Chromosomen wie bei etlichen Cercozoa vorhanden, kommen hier nicht vor. Am nach vorne weisenden Ende ist der Zellkern zugespitzt und mit einem gestreiften Band verbunden, das sich nahe dem Basalkörper und den Mikrotubuli-Wurzeln befindet. An einer Seite ist der Zellkern deutlich eingedellt.
Nahe dem Vorderende befinden sich noch schwarzes Material unbekannten Ursprungs und Funktion, Lipid-Globuli und Golgi-Apparate. Mitochondrien mit tubulären Cristae sind bis jetzt nicht bekannt, etliche längliche Körper nahe der Zelloberfläche erinnern jedoch an acristate Mitochondrien. Dies wird als degenerierte Form im Zusammenhang mit der sauerstoffarmen Umgebung oder als mögliches Präparations-Artefakt interpretiert. Die Strukturen sind 135 bis 185 Nanometer lang und damit wesentlich kleiner als die Mitochondrien anderer Cercozoa.

### Orange Körper als mögliche Endosymbionten

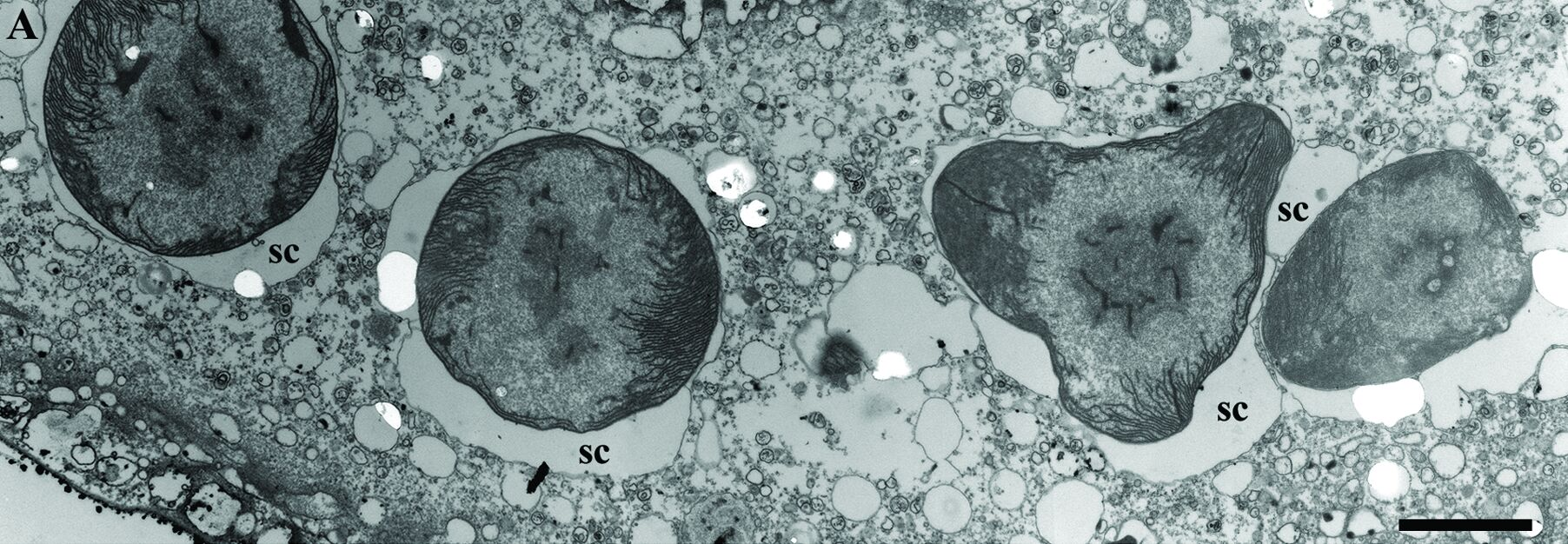
Elektronenmikroskopische Aufnahme der Endosymbionten (dunkel), umgeben von den sackförmigen Vesikeln (sc). Maßstab = 2 µm

Die Zellen enthalten je 2 bis 30 orange Körper von variabler Gestalt und rund 4 bis 5 Mikrometer Durchmesser. Einzelne sind bis 14 Mikrometer lang. Sie sind über die ganze Zelle verteilt, jedoch im vorderen Bereich konzentriert. Jeder Körper ist von zwei zusammengepressten inneren Membranen umhüllt, die wiederum von sackähnlichen Vesikeln umgeben sind. Die innerste Membran stülpt sich ins Innere des Körpers und bildet mehrere, nicht gestapelte Thylakoide im äußeren Bereich des Körpers. Im Zentrum des Körpers gibt es keine Membranen, er enthält einen elektronendichten Bereich, in dem sich geschwänzte virale Partikel befinden. Die orange Farbe entspricht den Plastiden einiger Dinoflagellaten oder Diatomeen, ihre Ultrastruktur ist jedoch wesentlich von diesen Plastiden verschieden. Die Merkmale der orangen Körper lassen sich mit drei möglichen Identitäten vereinbaren:
- Die Körper können aufgenommene Beute sein, die sich im ersten Stadium der Verdauung befinden. Allerdings waren praktisch alle untersuchten Objekte intakt und nicht in einem fortgeschrittenen Zustand der Verdauung.
- Die Körper können zeitlich begrenzte, fotosynthetisch aktive Endosymbionten sein, die regelmäßig durch Kleptoplastie erneuert werden.
- Die Körper können dauerhaft integrierte, fotosynthetisch aktive Endosymbionten sein, also Plastiden. Das Vorhandensein von Viruspartikeln und Anordnung der Thylakoide weist auf primäre Endosymbiose mit einem Cyanobakterium hin.

## Verbreitung
Die Art ist nur vom Ort der Erstbeschreibung bekannt. Sie wurde im Sand des Gezeitenbereichs von Spanish Banks in Vancouver, British Columbia, aufgesammelt.

## Systematik
Auranticordis quadriverberis gehört aufgrund der molekulargenetischen Untersuchungen zum Stamm Cercozoa. Hier bildet sie zusammen mit Pseudopirsonia mucosa und einigen nicht kultivierten Umweltproben eine Gruppe, die die Schwestergruppe der großen Gruppe Cercomonadidae + Heteromitidae + Euglyphida + Thaumatomonadida darstellt.
Der Gattungsname Auranticordis bedeutet oranges Herz und bezieht sich auf Form und Farbe der Zellen. Das Art-Epitheton quadriverberis bedeutet viergeißelig.

## Belege
- Chitchai Chantangsi, Heather J. Esson, Brian S. Leander: Morphology and molecular phylogeny of a marine interstitial tetraflagellate with putative endosymbionts: Auranticordis quadriverberis n. gen. et sp. (Cercozoa). BMC Microbiology, Band 8, 2008, Publikation 123, (online)